# Jill Greenberg
Jill Greenberg (Montreal, Julho de 1967) é uma fotógrafa norte-americana nascida no Canadá.

## Biografia
Cresceu em um subúrbio de Detroit. Ela se formou com honras em 1989 a partir da Rhode Island School of Design com um BFA em Fotografia e se mudou para Nova Iorque para prosseguir uma carreira na fotografia. Greenberg mudou-se para Los Angeles em 2000 quando ela conheceu o marido Robert.
Greenberg fez trabalhos comerciais para empresas como a Philip Morris, Microsoft, Compaq, Polaroid, Dreamworks, a Sony Pictures, Paramount Pictures, MGM, Disney, Fox, Coca-Cola, Pepsi, Smirnoff, MTV, Warner Bros, Sony Music, e Atlântico Records. Suas fotografias têm surgido sobre as capas de revista Time, TV Guide, Newsweek, E.U. News and World Report, Wired, Entertainment Weekly e inúmeras outras publicações.
Sua obra tem sido caracterizada, em Harper's, The New Yorker, The New Republic e várias outras publicações. Seu macaco série foi comprada pelo art coleccionadores em todo o mundo. Ela é mostrada em ClampArt, em Nova York, e Fahey / Klein em Los Angeles e suas obras tem sido exibidos em Adelaide, na Austrália, assim como em São Francisco, Chicago, e diversas outras cidades.

## Controvérsia
Greenberg's End Times, uma série de fotografias mostrando toddlers, foi objecto de controvérsia, em 2006. O trabalho incluiu estilizado hiper real close do rosto da criança contorcido por vários angústia emocional. As peças foram intitulados de refletir Greenberg's frustração com a administração Bush e o fundamentalismo cristão nos Estados Unidos. O método para obter as crianças a chorar (em alguns casos, conseguida através da oferta das crianças doces e, em seguida, tomando-a fora) impulsionou as alegações de conduta antiética e provocou a apresentação de inúmeras reclamações para a galeria de arte pública que organizou uma mostra de trabalhos da Greenberg.

## Prêmios
- Nomeação 2008, Nova York Photo Awards, Publicidade (único)
- 2007 AP23 americano Fotografia
- 2007 Society of Publication Designers-Medalha de Prata
- 2006 Prêmio de Excelência, Comunicações Artes Fotografia Anual
- 2006 Imprimir Colocação - 2 º Lugar, PDN / Nikon Auto Promoção
- 2006 Direct Mail Prêmio - 1 º Lugar, PDN / Nikon Auto Promoção
- 2005 Special Book - 2 º Lugar, PDN / Nikon Auto Promoção
- 2004 Self-Promo Award - 2 º lugar, PDN / Nikon Auto Promoção
- 1997 Prêmio de Excelência, Comunicações Artes Anual